# Discontinuità (geotecnica)
In geotecnica una discontinuità (nella letteratura di settore si parla spesso di giunzione) è un piano o una superficie che segna un cambiamento nelle caratteristiche fisiche o chimiche in un suolo o una massa rocciosa. Una discontinuità può essere, ad esempio, una stratificazione,  una scistosità, una foliazione, una diaclasi, un clivaggio, una frattura, una fissura, una crepa o un piano di faglia. Si fa una distinzione tra discontinuità meccaniche e integrali. Le discontinuità possono presentarsi molteplici volte grosso modo con le stesse caratteristiche meccaniche in un insieme di discontinuità, o possono essere discontinuità singole. Una discontinuità rende un suolo o una massa rocciosa anisotropa.

## Discontinuità meccanica
Una discontinuità meccanica è un piano di debolezza fisica dove la forza tensionale perpendicolare alla discontinuità o la resistenza al taglio lungo la discontinuità è inferiore a quella del suolo o del materiale roccioso circostante.

## Discontinuità integrale
Una discontinuità integrale è una discontinuità che non è forte come il suolo o il materiale roccioso circostante. Le discontinuità integrali possono trasformarsi in discontinuità integrali dovute a processi fisici o chimici (ad es. gli agenti atmosferici) che cambiano le caratteristiche meccaniche della discontinuità.

## Insieme o famiglia di discontinuità
Vari processi geologici creano discontinuità con una spaziatura grosso modo regolare. Ad esempio, i piani di stratificazione sono il risultato di un ciclo ripetuto di sedimentazione con un cambiamento del materiale di sedimentazione o un cambiamento della struttura e della tessitura del sedimento a intervalli at regolari, il piegamento crea diaclasi con separazioni regolari per consentire la contrazione o l'espansione del materiale roccioso, ecc. Normalmente le discontinuità con la stessa origine hanno grosso modo le stesse caratteristiche in termini di resistenza al taglio, spaziatura tra le discontinuità, rugosità, riempimento, ecc. Le orientazioni delle discontinuità con la stessa origine solo legate al processo che le ha create e alla storia geologica della massa rocciosa. Un insieme o famiglia di discontinuità denota una serie di discontinuità per le quali l'origine geologica (storia, ecc.), l'orientazione, la spaziatura e le caratteristiche meccaniche (resistenza al taglio, rugosità, materiale di riempimento, ecc.) sono grosso modo le stesse.

## Discontinuità singola
Una discontinuità può esistere come caratteristica singola (ad es. faglia, giunzione o frattura isolata) e, in alcune circostanze, viene trattata come una discontinuità singola, sebbene appartenga a un insieme di discontinuità, in particolare se la spaziatura è molto ampia paragonata alle dimensioni dell'applicazione ingegneristica o alle dimensioni dell'unità geotecnica.

## Caratterizzazione delle discontinuità
Esistono vari standard internazionali per descrivere e caratterizzare le discontinuità in termini geomeccanici, come l'ISO 14689-1:2003 e l'ISRM.